# Ricinocarpos bowmanii
Ricinocarpos bowmanii là một loài thực vật có hoa trong họ Đại kích. Loài này được F.Muell. miêu tả khoa học đầu tiên năm 1859.